# هومنتمن بيروت
نادي هومنتمن بيروت لكرة القدم هو نادي رياضي لبناني أرميني متعدد الرياضات مقره بيروت، لبنان. تأسس عام 1924 أي بعد ست سنوات فقط من تأسيس منظمة هومنتمن في القسطنطينية. ينافس النادي ضمن ما يسمى نظام الدوري اللبناني لكرة القدم.
فاز النادي بسبعة ألقاب في الدوري اللبناني الممتاز وثلاثة ألقاب في كأس الاتحاد. كما شارك في بطولة الأندية الأبطال الآسيوية عام 1970 وحصل على المركز الثالث.

## التاريخ
تأسس نادي هومنتمن بيروت عام 1924، كواحد من أقدم الفرق في المنطقة. كان المقر الأولي للنادي يقع في حي زقاق البلاط في بيروت ، قبل الانتقال إلى برج حمود. ينتمي لاعبو هومنتمن إلى الاتحاد الثوري الأرمني في لبنان. في عام 1927 لعب الفريق مباراته الأولى ضد فريق أجنبي في حلب في سوريا، كما فاز على فريق هومنتمن حلب بنتيجة 1-0.
فاز فريق هومنتمن بالدوري اللبناني للمرة الأولى عام 1943-1944. فاز بالدوري ست مرات أخرى وحصل على سبعة ألقاب في ذلك الوقت. كما حصل فريق هومنتمن على المركز الثاني في الدوري سبع مرات، وفاز بكأس الاتحاد اللبناني ثلاث مرات.
في عام 1970 مثل هومنتمن لبنان لأول مرة في بطولة الأندية الأبطال الآسيوية. ورفض مواجهة نادي هابويل تل أبيب الإسرائيلي في نصف النهائي لأسباب سياسية، تغلب على نادي بي إس إم إس ميدان الإندونيسي في مباراة تحديد المركز الثالث. كان رفض هومنتمن اللعب ضد هابويل هو أحد أسباب طرد الاتحاد الإسرائيلي لكرة القدم من الاتحاد الآسيوي لكرة القدم عام 1974.
بعد الحرب الأهلية اللبنانية، تراجع أداء النادي بشكل ملحوظ، إذ هبط إلى الدرجة الثانية اللبنانية لأول مرة في عام 2002، وإلى الدرجة الثالثة في عام 2005. وإلى الدرجة الرابعة عام 2021.

## الإنجازات

### الدوري اللبناني الممتاز
- البطل (7 مرات): 1943–44 ، 1945–46 ، 1947–48 ، 1950–51 ، 1954–55 ، 1962–63 ، 1968–69.

### كأس لبنان
- البطل (3 مرات): 1942–43 ، 1947–48 ، 1961–62.

### الدوري اللبناني الدرجة الثانية
- البطل (مرة واحدة): 2002-03.

### دوري أبطال آسيا
- المركز الثالث: 1970.[2]

## الفريق الحالي
في 7 أكتوبر 2016

ملاحظة: تشير الأعلام إلى المنتخب الوطني على النحو المحدد في قواعد الأهلية للفيفا. قد يحمل اللاعبون أكثر من جنسية واحدة غير تابعة للفيفا.
| الرقم | البلد   | المركز | اللاعب                  |
| ----- | ------- | ------ | ----------------------- |
| 1     | لبنان   | حارس   | Harout Sarkis (Captain) |
| 30    | لبنان   | وسط    | Avo Haroutiounian       |
| 6     | لبنان   | وسط    | Hussein Ammar           |
| 5     | لبنان   | مدافع  | Kevork Koumashian       |
| 15    | السنغال | مهاجم  | Sami Biaye              |
| 8     | لبنان   | وسط    | Serge Tchakerian        |
| 9     | لبنان   | مهاجم  | Mamas Kehyeyan          |
| 45    | أرمينيا | مهاجم  | David Ghandilyan        |
| 11    | لبنان   | وسط    | Johnny Kondjian         |
|       | لبنان   |        | Ali Nasreddine          |
| 7     | لبنان   | مدافع  | Ali Hamieh              |

| الرقم | البلد | المركز | اللاعب               |
| ----- | ----- | ------ | -------------------- |
|       | لبنان | مدافع  | Harout Moumdjoghlian |
| 17    | لبنان | وسط    | Diko Vartan          |
|       | لبنان | مهاجم  | David Ghandilyan     |
|       | لبنان | مدافع  | Gary Lepedjian       |
|       | لبنان | مدافع  | Krikor Avedissian    |
|       | لبنان | وسط    | Serj Oskian          |
|       | لبنان | مهاجم  | Sami Biaye           |
|       | لبنان |        | Alek Aldjian         |
| 14    | لبنان | وسط    | Hagop Nadjarian      |

## الطاقم

### مدراء سابقين بارزين
- اوجانس زانزانيان
- Hovsep Yacoubian
- Apo Kassabian
- Kevork Avinian
- Hrayr Der Torossian
- Hovaness ''Jockey'' Houssamian
- ليفون ألتونيان
- Apo Nenejian
- Sako Nenejian
- Hagopig Kalfayan
- Hovsep Mounjoghlian
- Antranik Malian
- Kevork Artinian
- Varoujan Patrikian
- GeorgeRasgelenian
- Ragheb Shakker
- Tro Kehyeyan
- Vicken Tchakerian
- Panos Ghazarian
- Daron Darakjian
- Koko Khaloyan
- Jean Haddad
- Levon Darakjian
- Krikor Oundjian
- Ara Djansezian
- Jean Ayyoub
- Khatchig Djigardjian
- Vasken Kalaydjian

## روابط خارجية
- صفحة الفريق - Soccerway.com